# グーニーズ (ゲーム)
『グーニーズ』（The Goonies）は、1985年公開のアメリカ映画『グーニーズ』を原作とするゲームソフト。アメリカのデータソフトが開発した固定画面アクションゲームと、日本のコナミが開発したアクションゲーム（MSX版）および横スクロールアクションゲーム（ファミリーコンピュータ版）が存在する。

## 概要
データソフトの作品はAtari 8ビット・コンピュータやコモドール64等のパソコン用固定画面アクションゲームとして開発・販売され、その後、コナミによりMSX版が作成された。なお、三才ブックスから発刊された『ゲームになった映画たち』（2008年5月、ISBN 4-86199-114-5）には「MSX版は海外パソコン版の移植である」旨の記述があり画面構成にも一部類似が見られるが、海外版とMSX版では操作するプレイヤーキャラもゲーム内容も異なるものとなっている。
コナミはMSX版とは別に、ゲームシステムを横スクロールアクションゲームに変更したファミリーコンピュータ版を開発し1986年2月21日に発売、後にPC-8800シリーズ・X1にも移植、ファミリーコンピュータ ディスクシステムの書き換え用ソフトとしても登場した。アメリカではこれら日本版のグーニーズは発売されなかったが、1986年に任天堂VS.システムでファミリーコンピュータ版をベースとしたアーケード版『Vs. The Goonies』が稼働された（こちらは日本未稼働）。
どの作品もゲーム中のステージBGMとして、シンディ・ローパーが歌唱した映画主題歌「グーニーズはグッド・イナフ」をアレンジした曲が流れる。
コナミはこの作品以降、『キングコング2』、『ティーンエイジ・ミュータント・ニンジャ・タートルズ』、『タイニー・トゥーンズ』などのアメリカ映画作品をコンピュータゲーム化する事例が1994年頃まで続いた。

## 作品一覧
グーニーズ（国外ホビーパソコン各種、1985年）
欧米にてApple II、コモドール64、Atari 800版が発売された他、欧州ではAmstrad CPC、ZX Spectrum版がイギリスのU.S. Goldから1986年に販売された。
グーニーズ（MSX、1985年12月23日）
クレジット上にはKONAMI 1986と表記されている。原作で主人公たちの敵対勢力に属しながら主人公たちに味方するキャラクター、スロースが主役となっている。
グーニーズ（ファミリーコンピュータ、1986年2月21日）
プレイヤーキャラは映画の主人公だったマイケル・ウォルシュことマイキーと思われがちだが、この時点でのキャラクター名は「プレイヤー」で「捕われたグーニーズを助ける勇敢で心優しい少年。」としか明記されていない。
後に、PC-8800シリーズ・X1用ソフト（1986年11月）、ディスクシステムの書き換え用ソフト（1988年4月8日）としても移植。
アメリカでは、任天堂VS.システム用アーケードゲーム『VS. The Goonies』（1986年）としてリリースされた。
The Goonies - 20th anniversary edition（PC（Windows、Mac OS X、Debian / Ubuntu）、2006年）
MSX版をベースとして「Brain Games」によりリメイク、フリーゲームとして公開されている。

## 米国パソコン版（データソフト版）
1985年にアメリカ合衆国のデータソフトから発売された。
オリジナル版のプログラムコードは1985年にスコット・スパンバーグとケリー・デイによって、ゲームデザインはスコット・スパンバーグ、ケリー・デイ、ジョン・ルディン、ロイ・ラングストン、テリー・シェイクスピアの5名によって、 Apple II、コモドール64、Atari 800用が開発された。Apple II、Atari800用の音楽はリチャード・ミルスキーによって、コモドール64用の音楽はジョン・A・フィッツパトリックによる開発である。後にParagon Programming Ltdの依頼により、スコット・スパンバーグによってAmstrad CPC用とZX Spectrum用の移植版が開発され、イギリスのU.S. Goldから1986年に発売された。
ゲーム内容は、二人いるグーニーズを協力させて（一人プレイの場合は切り換えながら両方を操作する）ステージ中のトラップをクリアしながら先へ進んでいき、最終ステージの宝物庫をめざすというもの。全8ステージ（8画面）で基本的に映画ストーリーに沿ったステージ進行になっている。クリアすると難易度の上がった2周目が始まる。操作は移動系のみで敵を攻撃する要素はない。

## MSX版
コナミ開発のアクションゲーム。発売は1985年末だが、クレジット上では「KONAMI 1986」と表記されていた。
スロースが操作キャラクターで、牢屋に閉じこめられた7人の仲間を救出して出口の扉に脱出することがゲームの目的となる。
2006年、Brain Gamesにより本作MSX版のリメイク『The Goonies - 20th anniversary edition』が、Windows、Mac OS X、Debian / Ubuntu向けにフリーソフトとしてリリースされた。

### システム
ゲームは5ステージ全100画面（1ステージ5シーン、1シーン4画面）の洞窟で構成されている。敵や敵の飛び道具（銃弾、音符、骨）、落下する鍾乳石や滝などのトラップに触れるとバイタリティ(以下VITと表記)が減っていく。VITが0になるか、吊るし岩や通過すると出現する壁に潰されると即ゲームオーバーとなる。敵を倒すと経験値（EXP）が増加し、ゲージいっぱいになるとVITが少し回復する。シャレコーベのゲートを潜ることでシーン間を移動することができる。敵への攻撃方法はパンチのみ。
ステージには、あちこちに牢屋と点滅した鍵があり、鍵を取得して牢屋を開けると仲間を救出することができる（ハズレの牢屋は仲間の代わりにVITが少し回復するドリンクが出現する）。各ステージに7人の仲間が隠されており、全員救出すると普段は開かないドクロのマークが彫られた扉が開き、扉をくぐるとステージクリアとなる。また、特定の場所でパンチする、通過するなどのアクションを行うとアイテムが登場する。ただし殆どのアイテムは効果を発揮することで消滅する。
全5ステージをクリアするとエンディングを迎え、ゲーム終了となる。

### トラップ
| 名称     | 備考                                                                                         |
| -------- | -------------------------------------------------------------------------------------------- |
| 鍾乳石   | 洞窟のいたる所にあり、近づくと落下する。黄色のヘルメットで防げる。                           |
| 水滴     | 天井から一定間隔で落下する。灰色の防水服で防げる。                                           |
| 吊るし岩 | 絶えず上下運動しており、上に乗ることができる。これに潰されると即死する。                     |
| 滝       | 一定間隔で流れ落ちる。青色の防水服がないとダメージを受ける。                                 |
| 蒸気     | パイプ管から一定間隔で水平に放出される。黄色の防水服で防げる。                               |
| 火柱     | 近づくと、床のバーナーから放出される。緑色の防水服で防げる。                                 |
| 壁       | 特定の場所を通過すると天井から壁が降りてきて道が塞がれる。降りてきた壁に潰されると即死する。 |

### アイテム一覧
アイテムの後ろに▲印のあるものは効果は永久に続き、ないものは一定回数効果を発揮すると消滅する。
敵に効果のある「体当たりで倒せる」アイテムと「ダメージを防ぐ」アイテムの両方を持っている場合は、先に「体当たりで倒せる」アイテムから効果を発揮する。
通常アイテム
| 名称             | 備考 |
| ---------------- | --- |
| 鍵               | 牢屋を開けるために必要。一度に1つしか持てない。                                                                           |
| VITドリンク      | 牢屋から出現。VITが少し回復する                                                                                           |
| グーニーズの仲間 | 牢屋から出現。捕らわれの身となっている仲間。各ステージに7人ずついる。全て救出するとステージクリアとなるドクロの扉が開く。 |
| コイン           | 特定の場所で出現。500点獲得する。アイテム「打出の小槌」があると、出現率は大幅に上がる。                                   |

特定のアクションで出現するアイテム
| 名称              | 種類  | 備考 |
| ----------------- | ----- | --- |
| ヘルメット        | 黄色  | 頭上から落ちてくる鍾乳石からのダメージを防ぐ。                                                           |
| ヘルメット        | 青色  | コウモリからのダメージを防ぐ。                                                                           |
| 防水服（カッパ）  | 灰色  | 水滴からのダメージを防ぐ。                                                                               |
| 防水服（カッパ）  | 緑色  | 火柱からのダメージを防ぐ。                                                                               |
| 防水服（カッパ）  | 黄色  | 蒸気からのダメージを防ぐ。                                                                               |
| 防水服（カッパ）  | 青色  | 滝の水からのダメージを防ぐ。                                                                             |
| 盾                | 白色  | 音符攻撃からのダメージを防ぐ。                                                                           |
| 盾                | 紫色  | 投げる骨からのダメージを防ぐ。                                                                           |
| 盾                | 黄色  | 銃弾からのダメージを防ぐ。                                                                               |
| 呪文書            | 灰色  | ガイ骨人を体当たりで倒せる。                                                                             |
| 呪文書            | 水色  | コウモリを体当たりで倒せる。                                                                             |
| 呪文書            | 紫色▲ | ギャングが攻撃（銃弾・音符）しなくなる。                                                                 |
| 呪文書            | 赤色  | 吸バイタリ鬼をパンチ一発で倒せる。                                                                       |
| 呪文書            | 黄色  | ガイ骨人本体からのダメージを防ぐ。                                                                       |
| 呪文書            | 青色  | シャレコーベからのダメージを防ぐ。                                                                       |
| 呪文書            | 緑色  | シャレコーベを体当たりで倒せる。                                                                         |
| 宝袋              |       | 4種類。得点やVIT、EXPが増える。                                                                          |
| ハイパーシューズ▲ |       | スロースがスピードアップする（装備前：水色ギャングと同じ速さ→装備後：黄色ギャングと同じ速さになる）。    |
| タイムストッパー  |       | スロース以外の動きが一定時間止まる。使用中に別のシーンに行くと、アイテムは失わないものの効果はなくなる。 |
| 打出の小槌        |       | コインが多く出現する。一定枚数のコインが出現すると効果はなくなる。                                       |
| 懐中電灯          |       | アイテムの入った宝袋が初めから出現する。前のシーンに戻る(例：2-1 → 1-4)と効果はなくなる。                |
| 誤ちの書          | 紫色▲ | ガイ骨人が、最も俊敏な緑色ギャングと同じ速さになる。                                                     |
| 誤ちの書          | 青色  | 吸バイタリ鬼が、特定の洞窟を通過しなくても出現する。                                                     |
| 誤ちの書          | 赤色▲ | すべてのギャングが、最も俊敏な緑色ギャングと同じ速さになる。                                             |

### キーワード
本ゲームはコンティニューがないが、タイトル画面でCtrl+Kを押して、入力画面でキーワードを入力することで、キーワードに対応したステージからゲームをスタートすることができる。キーワードはステージをクリアする毎に次ステージ開始用のキーワードが表示される。ゲームオーバー後にキーワードを入力してゲームを再開した場合、前に持っていたアイテムを持った状態でスタートするので、実質的なコンティニューとなる。
開始ステージに対応するキーワードは次の通り。
- ステージ2 - MR SLOTH
- ステージ3 - GOON DOCKS
- ステージ4 - DOUBLOON
- ステージ5 - ONE EYED WILLY

これ以外を入力した場合はタイトル画面に戻されるが「GOONIES」と入力した場合はステージ1から（前のアイテムを持った状態で）スタートする。

### 敵キャラクター
シャレコーベ
骸骨の頭。移動するだけ・飛び跳ねながら移動・スロースが近づくと跳びはねてくる、の3種類の動きがある。パンチ一発で倒すことができる。
コウモリ
特定の洞窟から出現し、蛇行しながらスロースに近づいてくる。パンチ一発で倒すことができる。
フラッテリーギャング
フラッテリーの一員。色によって特徴が異なる。パンチ一発でダウンするが一定時間で再び起き上がって向かってくる。落下する鍾乳石に当てるか、吊るし岩や通過して出現する壁で潰すことで消すことができる。
| 色   | 歩行速度   | 攻撃手段 | 概略                                                                                 |
| ---- | ---------- | -------- | ------------------------------------------------------------------------------------ |
| 黄   | 速い       | 拳銃     | 最初に出会うギャング。動きが速く、スロースを見つけると銃を撃つ。                     |
| 水色 | 同等       | 拳銃     | 動きの鈍いギャング。それ以外は黄色と同じ。                                           |
| 緑   | とても速い | 体当たり | 動きがとても速い俊足ギャング。銃は撃たないが、俊足を生かした体当たり攻撃を仕掛ける。 |
| 赤   | 速い       | 拳銃     | 黄色と同じだが、常にスロースを追いかけてくる。                                       |
| 灰   | 同等       | 音符攻撃 | 動きは遅いが、前方3方向に音符を飛ばして攻撃してくる。音符は壁や床を貫通する。        |

- 歩行速度 ： 同等＝スロースと同じ。速い＝ハイパーシューズを装備したスロースと同じ。とても速い＝ハイパーシューズを装備したスロースよりも速い。
- 攻撃手段 ： 拳銃、音符、体当たりの3種類。紫色の呪文書があると、拳銃、音符攻撃はしなくなる。

ガイ骨人
骸骨。骨を投げて攻撃してくる。一部は隙間をジャンプして渡る。本体、投げる骨ともにパンチ一発で破壊可能。
吸バイタリ鬼
幽霊。特定の洞窟を通過すると出現する。スロースにまとわりつき、VITを奪う。この敵のみパンチを5発当てないと倒せない。

## ファミリーコンピュータ版
コナミが開発し1986年2月21日に発売された横スクロールアクションゲームである。
映画版と同じくマイキーが主人公で、「フラッテリー・ギャング」に攫われた仲間たちを救出しながら、伝説の海賊「片目のウィリー」が印した財宝を探し出すことを目指す。
同年にPC-8801、X1に移植された他、1987年には北米にて任天堂VS.システムの1作としてアーケード版『Vs. The Goonies』が稼働された。また、1988年にはディスクシステム書き換え専用ゲームとして発売された。

### システム
ゲーム内容やBGMは基本的にMSX版と同様であるが、ステージ構成・アイテム等は全く異なる。
MSX版との主な違いは以下の通りである。
主人公の数
ゲーム開始時3人（PC版は隠しコマンド使用で10人）。ライフが0になっても主人公が残っていれば続けてゲームができる残機・ライフ併用制となっている。
残機は点数が5万点に達するとひとつ増え、以後はこれに10万点が加算されるたびに増えていく。
ステージ構成
6ステージ＋ステージ間を移動するためのミニマップ3ステージ。
ステージクリア方法
牢屋に隠されている鍵を3個取得し、出口の扉をくぐるとステージクリアとなる。
各ステージの仲間の数
仲間は各ステージ1人のみ（全ステージで合計6人7か所に登場）。仲間を救出しなくても鍵さえあればステージクリアできるが、ステージ5終了時に子供たちを5人全員救出していない場合はラストステージに行けずステージ1に戻される。
攻撃方法
直接攻撃（キック）の他に入手アイテム（パチンコ・爆弾）で敵を攻撃することができる。
倒すとアイテムを落とす敵の追加
特定の敵を倒すと爆弾が出現し、取得することで攻撃アイテムとして使用可能。
牢屋の開け方
牢屋に爆弾を置いて破壊することで開けることができる。
制限時間の追加
各ステージに制限時間があり、0になるとワンミスになる。
トラップの追加
穴や水に落ちるとミスとなる。
経験値（EXP）がない
ライフの回復は、牢屋から出現する赤い魔法のツボを取得するか、ダイヤモンドを8個集めることで行う。
特殊アイテムが消滅しない
特定のアクションで出現するアイテムは一度取得すればゲーム終了まで消滅しない。アイテムを取得しなくてもゲーム進行は可能だが、その有無によって難易度が大きく変わる。
エンディング後にゲーム再開（FC版のみ）
仲間6人を全て救出するとエンディングとなり、夕焼けの中を出帆する海賊船をマイキーと女性と子供たち5人（合計7人）が見送る、映画のラストをイメージした画面が表示される。エンディング後は高難度の2周目が始まり、隠されたアイテム取得のためのコントローラー入力も変わる。この入力方法は、3周目以降には周回数が奇数なら1周目の、偶数なら2周目のものにその都度切り替わる。
また、MSX版では画面切り替え方式であったが、FC版およびX1版では横スクロール方式を採用している（縦移動およびPC-88版は画面切り替え方式）。

### アイテム一覧
以下は、ゲーム内に登場するアイテムである。牢屋の扉から出現するアイテムは、時間が経過したり、画面が切り替わってもなくならない。後々のためにパチンコや魔法のツボをすぐ取らずに取り置きしておくというプレイ方法もある。
宝袋より取得するアイテムは同一の物が複数のステージで出現する場合もあるが、先に出現した物を取得すると後の方は現れない。
通常アイテム
| 名称                   | 種類 | 出現条件 | 備考 |
| ---------------------- | ---- | -------- | --- |
| 爆弾                   |      | 敵を倒す | チュー太、ゴン太、オクトパック、マーボウを倒すと出現。ドクロのマークが彫られた牢屋を破壊することができる。 下＋Bの操作で足元に設置、若干の間を置いてから爆発する。爆風で敵を倒すことも可能であるが、これにマイキーが巻き込まれると即死する。 リュックサックを持っていれば一度に2個を持ち歩けるが、2個同時の設置はできない。 |
| 十字架                 |      | 敵を倒す | チュー太（白）を倒すと出現。一定時間無敵になるが、無敵時間はライフ残量に比例する。穴や水への転落、タイムオーバーには無効。 |
| 鍵                     |      | 牢屋     | ステージをクリアするために必要。各ステージに3本ある。 |
| グーニーズの仲間       |      | 牢屋     | 捕らわれの身となっている仲間。各ステージに1人ずついる。助けなくてもステージクリアはできるが、 ステージ5〜6間の洞窟を抜けた時点で5人揃っていなければ、強制的にステージ1へ戻されてしまう。 最終ステージの女の子以外グラフィックは同じ。                                                                                       |
| パチンコ               |      | 牢屋     | 攻撃手段がパチンコに切り替わる。50発の弾数制限があるものの画面端まで届く射程を持ち、ゾンビなど通常攻撃のキックでは倒せない敵にも有効。 既にパチンコを持っていると出現しない。特にステージ5では、アイテム出現のためにこれの所持が必須となる。                                                                                |
| 魔法のツボ             | 赤   | 牢屋     | ライフが最大値の25%回復する。 |
| 魔法のツボ             | 白   | 牢屋     | 残機が1つ増える。 |
| 指輪・王冠・ネックレス |      | 牢屋     | ステージ6のみ。各8000点の得点アイテム。 |

特定の入力で出現するアイテム
指定の地点にて、ステージごとに設定されたボタンを押していると出現する（つまりボタンを押しっぱなしにして移動すればいっきに出せる）。
ステージ5はパチンコの所持が必須ではあるがボタンを押していれば出現する仕様上ポーズを押してからBを押しっぱなしにしてポーズを解除してもでる、パチンコを打つ必要はない。
宝袋の中身は各ステージごとに異なっており、それぞれのアイテムを取得できる。詳細は下記。
隠れキャラクターは、出現させて触れると5000点のボーナスがもらえるが、一定時間が過ぎると1000点を残して消滅する。横に飛行するものと動かないものが存在。
| 名称             | 種類                                  | 備考 |
| ---------------- | ------------------------------------- | --- |
| ダイヤモンド     |                                       | 500点の得点アイテム。8個集めるとライフが全回復する。各ステージに必ず8個隠されているが、 画面内に出せる数は一度に3個までであり、出現場所が4ヶ所並んでいると1個以上を取らなければ残りが出現しない。なお一気に出すと消えることをある、消えてしまったら二度と取れない。 |
| 宝袋             | イヤーマスク（耳栓）                  | ステージ1に出現。ギャングの歌声でのダメージを防ぐ。 |
| 宝袋             | 耐熱服                                | ステージ1、2に出現。バーナーの炎からのダメージを防ぐ。 |
| 宝袋             | 防水服（カッパ）                      | ステージ2、5に出現。水滴や蒸気、滝など水関係のダメージを防ぐ。 |
| 宝袋             | ハイパーシューズ （ジャンプシューズ） | ステージ3に出現。底にバネが付いたシューズ。 取扱説明書では「ハイパーシューズ：プレイヤーのジャンプ能力がアップします」とあるが、通常のジャンプは変わらず、ワープゾーンへ行く前の部屋でのみ大ジャンプができるようになる。                                            |
| 宝袋             | ヘルメット                            | ステージ3に出現。岩つららのダメージを防ぐ。 |
| 宝袋             | リュックサック                        | ステージ4に出現。爆弾は通常1個しか持てないが、これがあると2個持つことができる。ワープゾーンを利用すると取得できない。 |
| 宝袋             | 聖なる鎧                              | ステージ4、5に出現。骨、頭蓋骨、銃弾などの飛び道具、そしてカパやキィーイとの接触によるダメージを防ぐ。 取扱説明書のアイテム欄ではただ「鎧」とだけ表記されている。                                                                                                   |
| 隠れキャラクター | コナミ監督                            | ステージ2に出現。発売当時は「スピルバーグ監督」という名前だったが、後に変更されている。 |
| 隠れキャラクター | コナミマン太郎                        | ステージ2〜3間の洞窟に出現。飛行型。 |
| 隠れキャラクター | ツインビー                            | ステージ3に出現。飛行型。 |
| 隠れキャラクター | ビックバイパー                        | ステージ4に出現。飛行型。 |
| 隠れキャラクター | 酔いどれタヌキ                        | ステージ4〜5間の洞窟に出現。 |
| 隠れキャラクター | UFO                                   | ステージ5に出現。飛行型。 |
| 隠れキャラクター | 福太郎                                | ステージ6に出現。福助人形に似たキャラクター。 |

### トラップ
| 名称     | 備考                                                                                        |
| -------- | ------------------------------------------------------------------------------------------- |
| 炎       | ステージ2に出現。天井のバーナーから一定間隔で放出される。耐熱服で防げる。                   |
| 蒸気     | ステージ3に出現。パイプから一定間隔で水平に放出される。防水服で防げる。                     |
| 岩つらら | 洞窟のいたる所にあり、近づくと落下する。ヘルメットで防げる。                                |
| 水滴     | ステージ4以降に出現。天井から一定間隔で落下する。防水服で防げる。                           |
| 吊るし岩 | ステージ4に出現。絶えず上下運動しており、潰されると勿論、接触するだけで即死する。           |
| 滝       | ステージ5に出現。一定間隔で流れ落ちる。防水服がないとダメージを受けるほか、下に落とされる。 |

### 敵キャラクター
倒した、またはダウンさせた際の得点は括弧内に記す。
チュー太（100点）
茶色いネズミ。床の上を左右に移動する。一発で倒すことができ、倒すと爆弾を落とす。
ゴン太（100点）
チュー太（黄）に化けているキツネ。攻撃すると正体を現し、もう一撃を加えると倒すことができる。チュー太の動きに加え、時おりジャンプするのが特徴。倒すと爆弾を落とす。
2周囲以降は、一度に2匹以上が現れる場合もある。
チュー太（白）（100点）
たまに出現する白いネズミ。動きはチュー太と同じだが、倒すと十字架を落とす。
フラッテリーギャング（100点）
フラッテリーの一員。動きが速く、穴を飛び越えてマイキーに向かってくる。個体により、梯子を昇り降りして前方に銃弾を撃つか、梯子を使わず6方向に歌声（音符）を飛ばすか、2種類のパターンの一方で行動する。一発でダウンするが、完全に倒すことはできず一定時間で再び起き上がる。画面外に追い出すには、ジャンプの隙を迎撃して穴に落とすとよい。
2周目以降は、一度に二人が現れることもある。
オクトパック（100点）
タコ。床の上をゆっくりと左右に動く。倒すと爆弾を落とす。
マーボウ（100点）
魚。画面下から放物線を描いて飛び上がり、着地すると地面を這って前進する。倒すと爆弾を落とす。
ゾンビ（500点）
海賊・片目のウィリーの幽霊。空中に出現し、水平に一定距離を飛ぶと消える。キックは効かず、パチンコか爆弾でないと倒せない。倒しても何も落とさないが、得点は高い。

### 洞窟内の敵
ステージ2〜3、4〜5、5〜6を繋ぐ洞窟にのみ出現する。倒しても何も落とさない。
ガラガラ（200点）
骸骨。骨を投げたり、頭部をブーメランのように飛ばしたりして攻撃してくる。これらの飛び道具はマイキーの攻撃で打ち消すことも可能であり、その場合は100点の加算となる。
カパ（100点）
頭蓋骨。地中から飛び出し、地面を這う、地面をバウンドする、空中を水平飛行する、いずれかのパターンで前進してくる。
キィーイ（200点）
コウモリ。ジグザグに飛びながら左右に往復する。

### 移植版
| 発売日         | 対応機種         | 開発元         | 発売元 | メディア                  | 型式    | 備考              |
| -------------- | ---------------- | -------------- | ------ | ------------------------- | ------- | ----------------- |
| 1986年10月23日 | PC-8801          | コミュニケイト | コナミ | フロッピーディスク        | RA301   |                   |
| 1986年10月23日 | X1               | コナミ         | コナミ | 5インチフロッピーディスク | RA901   |                   |
| 1986年         | アーケード       | コナミ         | 任天堂 | 業務用基板                | -       | 任天堂VS.システム |
| 1988年4月8日   | ディスクシステム | コナミ         | コナミ | ディスクカード片面        | KDS-GNS | 書き換え専用      |

## 評価
| 項目  | キャラクタ | 音楽 | 操作性 | 熱中度 | お買得度 | オリジナリティ | 総合  |
| FC版  | 3.82       | 3.95 | 3.67   | 3.61   | 3.48     | 3.54           | 22.07 |
| FCD版 | 3.82       | 3.95 | 3.67   | 3.61   | -        | 3.54           | 18.59 |

MSX版
- MSX専門誌『MSXマガジン』1986年4月号の「MSX SOFTレビュー」では、「5ステージ5シーンの随所に散りばめられた隠しアイテム、どこで何が起こるかわからないという好奇心を沸き立たせる趣向が楽しい。映画負けしていない内容」として「★★★★☆」と評価した。

- ゲーム本『美食倶楽部バカゲー専科外伝 謎のゲーム魔境3』（2002年、キルタイムコミュニケーション）では個人的評価を65点（満100点）とし、ファミリーコンピュータ版と比較した上で「内容はちょっと違ってますが、面白さに変わりなしで遊べます」と肯定的に評価している[12]。

ファミリーコンピュータ版
- ゲーム誌『ファミリーコンピュータMagazine』の読者投票による「ゲーム通信簿」での評価は別記の通り22.07点（満30点）となっている[2]。

- ゲーム誌『ユーゲー 2003 No.07』において、フリーライターの遠藤昭宏は「ただ敵を倒して進んでゆくのではなく、仲間の救出や隠されたお助けアイテムを探すのが楽しい」とゲームシステムに関して肯定的に評価した他に操作性や難易度が適切であると評価、「仲間の居場所は常に変わるというゲーム性も、あまりゲームを買えない子供にはうれしかった」とコストパフォーマンスが高い事も肯定的に評価した[10]。

- ゲーム誌『CONTINUE』において、ライターの内田名人は本作を「ファミコン少年文学」と位置付けており、「子供がワクワクするジュブナイリーな要素を堪能できる」と肯定的に評価、ライターの天野譲二はステージ構成と操作性を高く評価し「抜群の完成度が光る秀作」と絶賛した他に敵キャラクターのフラッテリーに関して「倒しても倒しても追いかけてくる姿がチャーミング」とキャラクター造形に関して肯定的に評価、ライターの志田英邦は映画版の要素が各所に盛り込まれている事、さらにシンディー・ローパーによる主題歌がゲーム内に使用されている事を絶賛した[11]。

ディスクシステム版
- ゲーム誌『ファミリーコンピュータMagazine』の読者投票による「ゲーム通信簿」での評価は別記の通り18.59点（満25点）となっている[8]。また、同雑誌1991年5月24日号特別付録の「ファミコンディスクカード オールカタログ」では「コナミ初期のアクションゲームで一番人気のあったのが、このグーニーズであろう」と本作を位置付けており、ゲームシステムは単純であると指摘しながらも、「その中にある障害物の一つ一つが、ゲームのおもしろさを広げている」と評価した。また面白さは当時の人気作『スーパーマリオブラザーズ』と比肩する程であるとし、「今やっても、おもしろい」と絶賛した[8]。

## 関連作品
グーニーズ2 フラッテリー最後の挑戦
ファミコン版の続編。日本のみだった本作とは異なり、欧米でも発売された。
コナミワイワイワールド（ファミリーコンピュータ、1988年1月14日）
マイキーがプレイヤーキャラクターの一人として登場し、ファミコン版『グーニーズ』を元にしたステージが収録されている（BGMは『グーニーズ2』で使用されたオリジナル曲）。
携帯電話アプリ移植版『コナミワイワイワールド』では、『バイオミラクル ぼくってウパ』のウパ、およびそれに準じたステージ背景に差し替えられており、登場しない。
pop'n music 10（アーケード、2003年8月6日 / PlayStation 2、2004年11月18日）
コナミの音楽ゲーム。ファミコン版のBGM（映画の主題歌を基にしたもの）をアレンジした楽曲「GOONIES "R" GOOD ENOUGH（ジャンル名：グーニーズ）」が収録。編曲はMr.T。同曲の担当キャラクターとしてゲーム版を元にしたマイケル（マイキー）が登場し、プレイヤーキャラクターとしても使用できる（pop'n musicの登場キャラクターも参照）。
この楽曲は、後に2003年10月29日発売のサウンドトラックCD『pop'n music 10 AC ♥ CS pop'n music 8』に収録された。
アーケード版ではその後も『pop'n music 20 fantasia』まで継続して収録されたが、2012年稼働の『pop'n music Sunny Park』以降、楽曲のみ非収録となった（キャラクターは残留）。